# Victor Krulak
Victor H. Krulak (7 janvier 1913 - 29 décembre 2008) était un officier (qui finit sa carrière comme lieutenant général) du corps des Marines des États-Unis qui participa à la Seconde Guerre mondiale, aux guerres de Corée et du Vietnam où il fut commandant en chef de la Fleet Marine Force du Pacifique. Il est né à Denver, au Colorado. Il était considéré comme un visionnaire par ses collègues Marines, était l'auteur de First to Fight: An Inside View of the U.S. Marine Corps et fut le père de Charles C. Krulak, 31e commandant du corps des Marines.

## Livres écrits par Victor Krulak
- (en) First to Fight : View of the U.S. Marines, New York, Simon & Schuster, 1991, poche (ISBN 978-0-671-73012-3, OCLC 23479323)
- (en) Panama : An Assessment, Washington, U.S. Strategic Institute, 1990, 72 p. (ISBN 978-0-913187-03-6, LCCN 90142640)
- (en) Organization for National Security : A Study, U.S. Strategic Institute, 1983 (ISBN 978-0-913187-00-5, OCLC 234266888)